# Flat Point
Flat Point (ou Península de Flat Point) é uma área na costa nordeste de Saba, uma ilha no Caribe Neerlandês. Está localizada na parte baixa da vila de Hell's Gate, conhecida como Lower Hell's Gate. Flat Point é o local do Aeroporto Juancho E. Yrausquin, das Piscinas de Maré, ruínas de uma plantação açúcar e índigo dos séculos XVII e XVIII, e da baía de Cove.

## História
Flat Point foi formada durante atividade vulcânica há cerca de 5.000 anos. Um grande fluxo de lava fluiu pelo lado nordeste da ilha em direção ao aceano, formando a península de Flat Point à medida que esfriava. Os humanos não ocupariam a área por pelo menos mais 3.000 anos. Flat Point foi ocupada por ameríndios em algum momento entre 400 d.C. e 800 d.C. Pesquisas arqueológicas realizadas por Ryan Espersen descobriram cerâmicas pré-colombianas e enxós de concha.
Da década de 1650 até a década de 1770, Flat Point foi o local de uma plantação de açúcar e índigo (chamada de "Flat Point Plantation" pelos arqueólogos). A plantação era o local de pelo menos uma casa de fervura de índigo, dois poços e duas estruturas domésticas para africanos escravizados. O grande furacão de 1780 causou grandes danos à plantação e ela não foi reconstruída. Em 1781, Flat Point pode ter sido o ponto de desembarque dos britânicos durante a captura de Saba, sob o comando do Almirante George Brydges Rodney. Em alguns mapas, Flat Point é chamado de "Cabeça de Rodney".

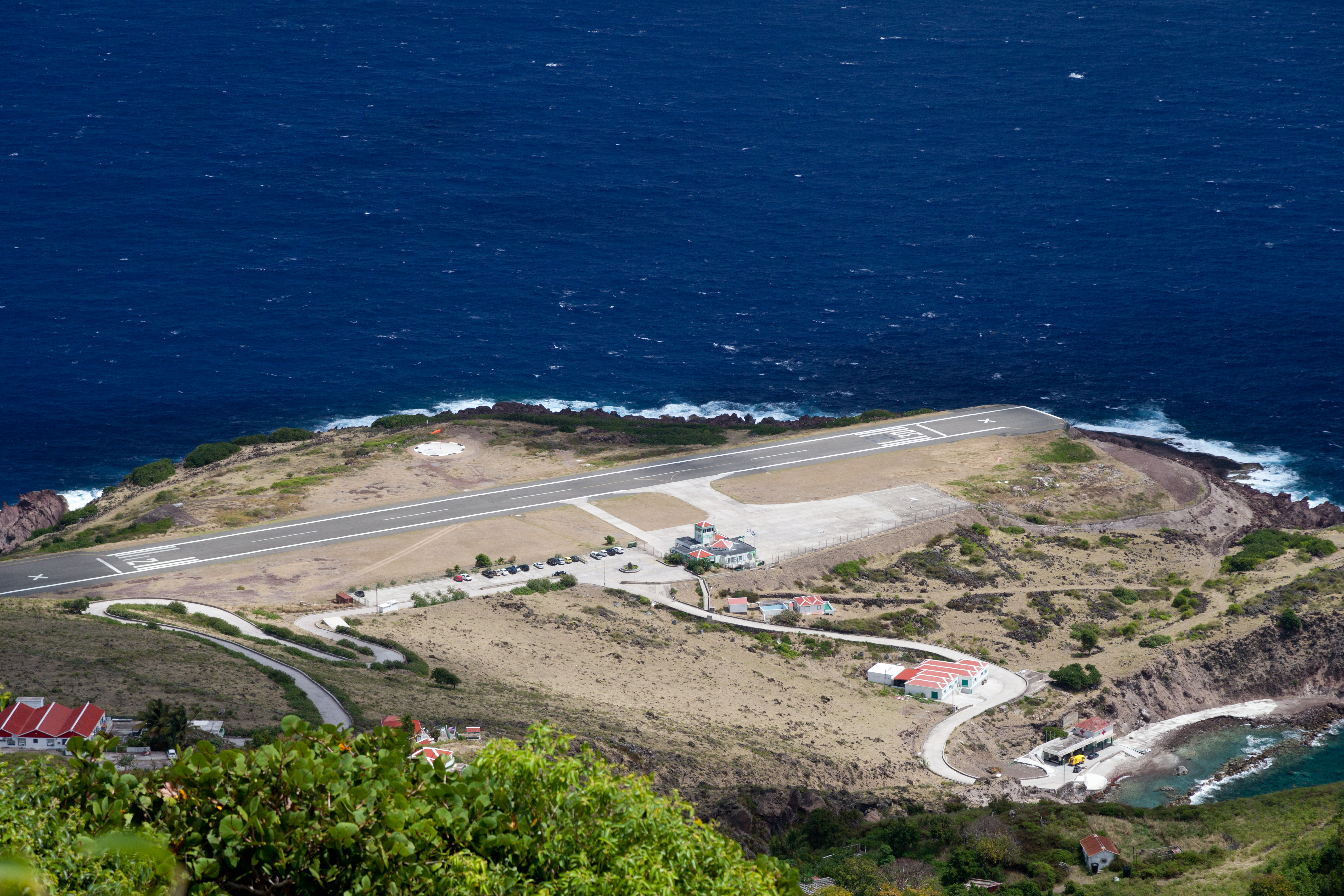
Vista de Flat Point a partir de Hell's Gate. É possível ver o aeroporto e a pista de Saba, além da baía de Cove (abaixo à direita).

Em 9 de fevereiro de 1959, Remy de Haenen fez o primeiro pouso de uma aeronave na ilha de Saba, em Flat Point. Quase toda a população da ilha estava presente para o pouso. Na década de 1960, a construção de um aeroporto em Flat Point começou, já que Flat Point é uma das únicas áreas planas em toda a ilha. Em 24 de julho de 1963, o aeroporto de Saba, Aeroporto Juancho E. Yrausquin, começou oficialmente a operar. Estendendo-se por Flat Point, a pista do aeroporto é amplamente reconhecida como a pista comercial mais curta do mundo, com um comprimento de 400 m (1.312 ft).

## Natureza

### Geologia
Flat Point foi criada por um grande fluxo de lava (andesito basáltico ou andesítico), que se estende desde o Upper Hell's Gate até o oceano. Formações rochosas de lava desse fluxo podem ser vistas nas Piscinas de Maré de Flat Point. Essas piscinas de maré estão localizadas abaixo do aeroporto e apresentam grandes formações rochosas de lava repletas de piscinas coloridas de água salgada.

### Flora e fauna
A vegetação em Flat Point consiste principalmente de gramíneas, cactos e suculentas, devido às condições secas e ao solo fino resultante dos ventos costeiros contínuos. Essas plantas incluem Crotons flavens L., Kalanchoe pinnata, Pilosocereus lanuginosis, Tabebuia heterophylla, e Coccoloba uvifera. As piscinas de maré de Flat Point abrigam uma vida marinha diversificada, incluindo pequenos peixes, ouriços-do-mar, caranguejos e flora marinha. Ao largo da costa de Flat Point, existem recifes de coral protegidos que fazem parte do Parque Nacional Marinho de Saba.
Os observadores de pássaros podem ver inúmeras espécies de pássaros em Flat Point, incluindo a rolinha-cinzenta (Columbigallina passerina nigrirostris), o nodi-castanho (Anous stolidus stolidus) e o maçariquinho (Calidris minutilla). Flat Point é um local de nidificação para o rabo-de-palha-de-bico-laranja (Phaeton lepturus catesbyi; também chamado de pássaro-tropical-de-bico-amarelo).

### Caminhada
Flat Point tem uma trilha para caminhadas: a Flat Point Trail. A caminhada é uma trilha de ida e volta que se estende até as piscinas de maré de Flat Point, cerca de 15 a 25 minutos em cada sentido. A trilha passa pelas ruínas da casa de fervura de índigo da chamada Flat Point Plantation. O acesso à trilha está localizado na estrada que vai do aeroporto de Saba para a baía de Cove. Os caminhantes são avisados sobre as correntes de retorno (especialmente de novembro a abril) e pedras afiadas ao explorar as piscinas de maré.

## Galeria

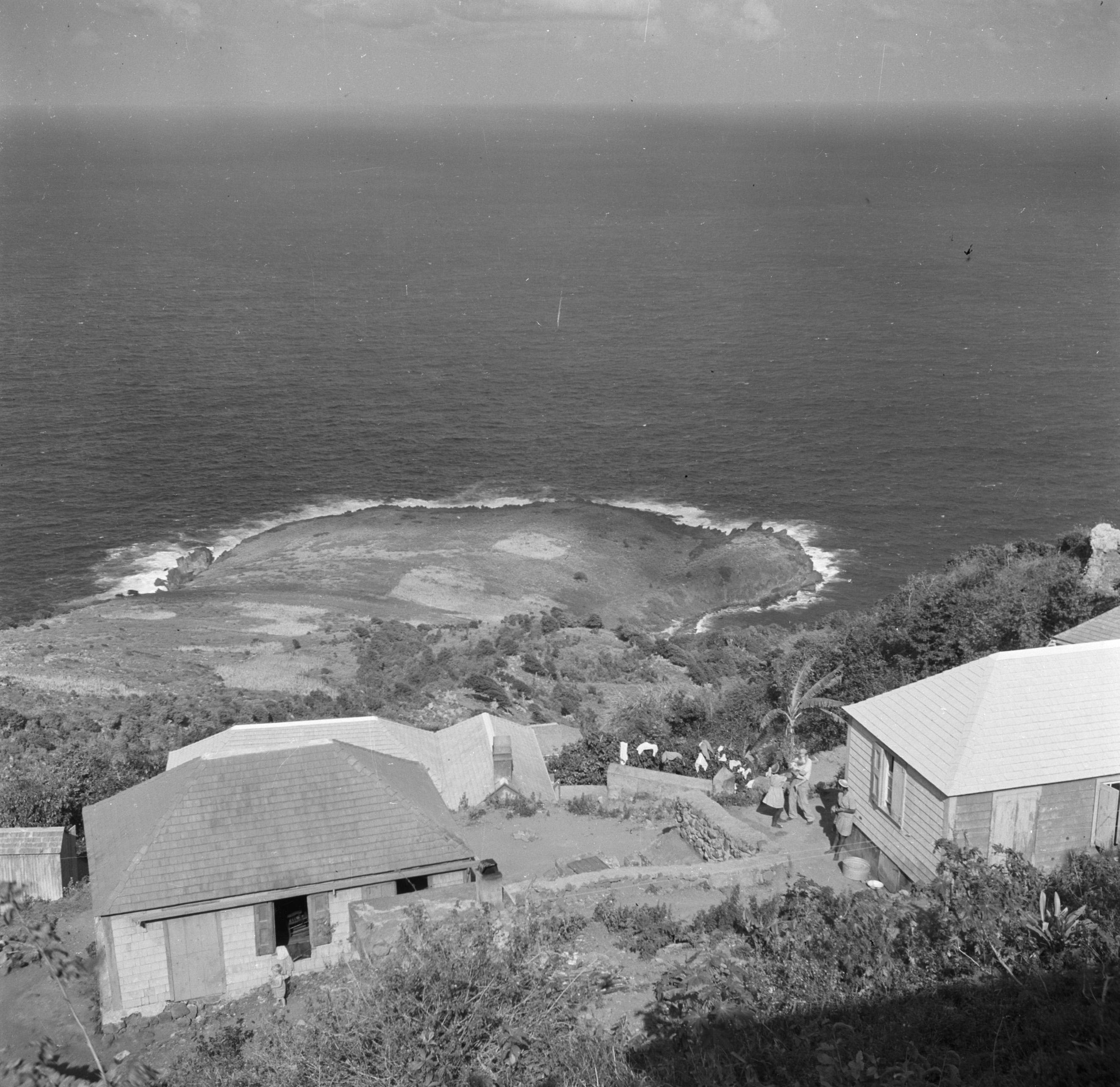
Foto de Flat Point antes da construção do aeroporto
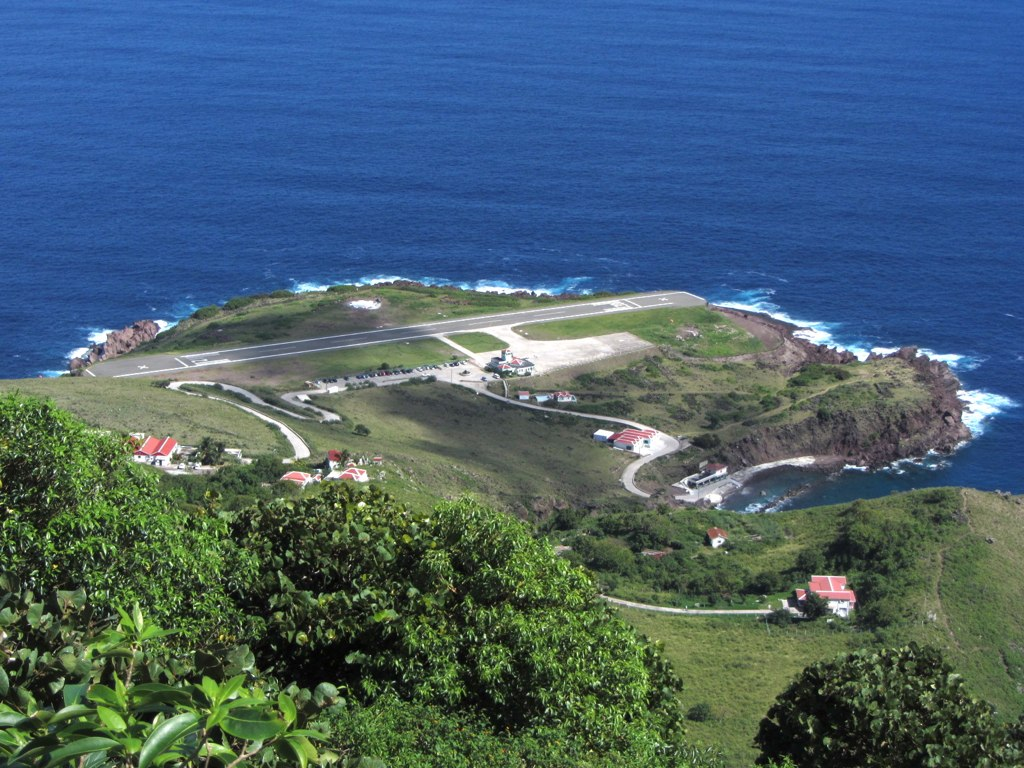
Foto de Flat Point após a construção do aeroporto
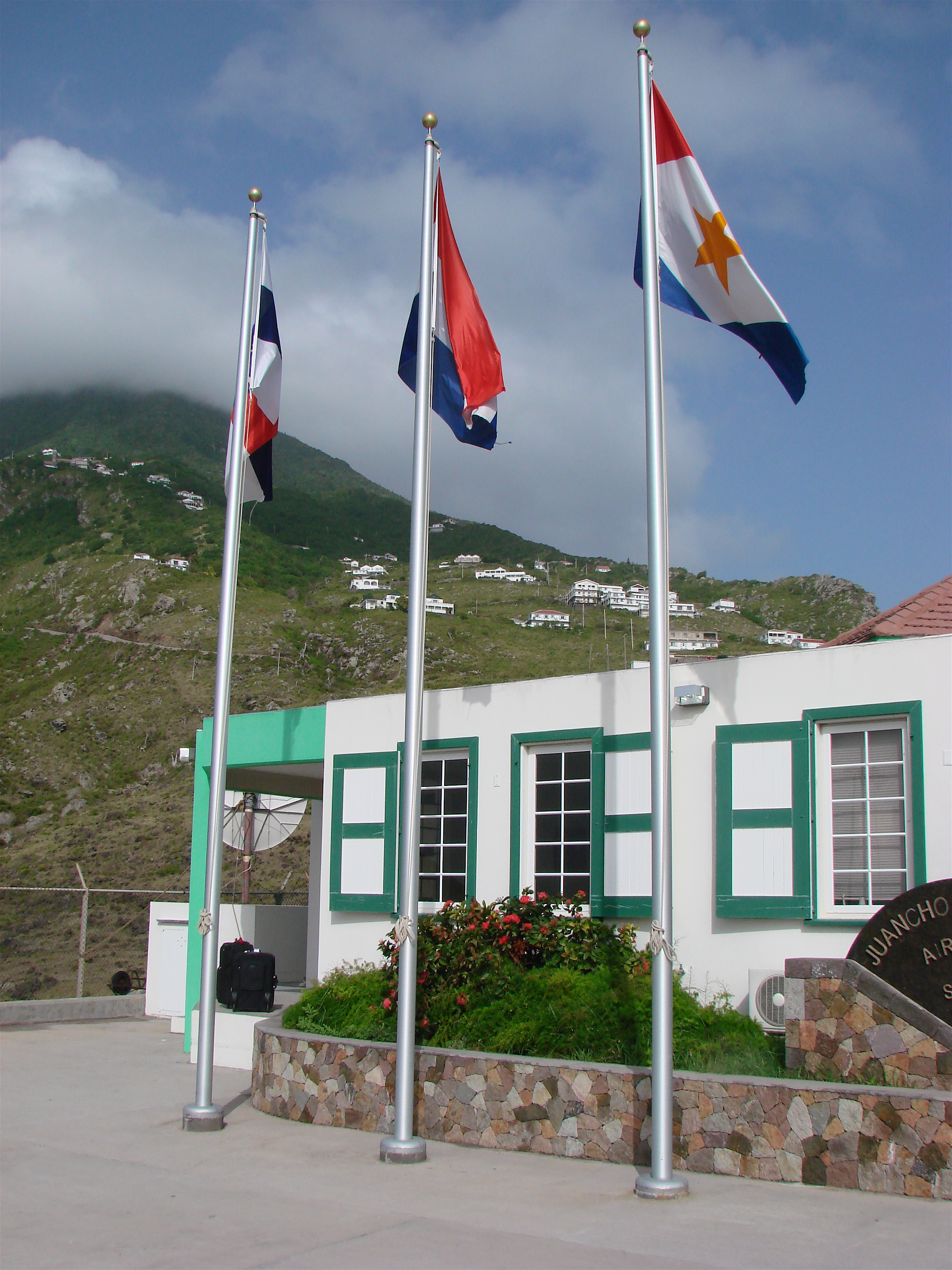
O aeroporto de Saba, Aeroporto Juancho E. Yrausquin
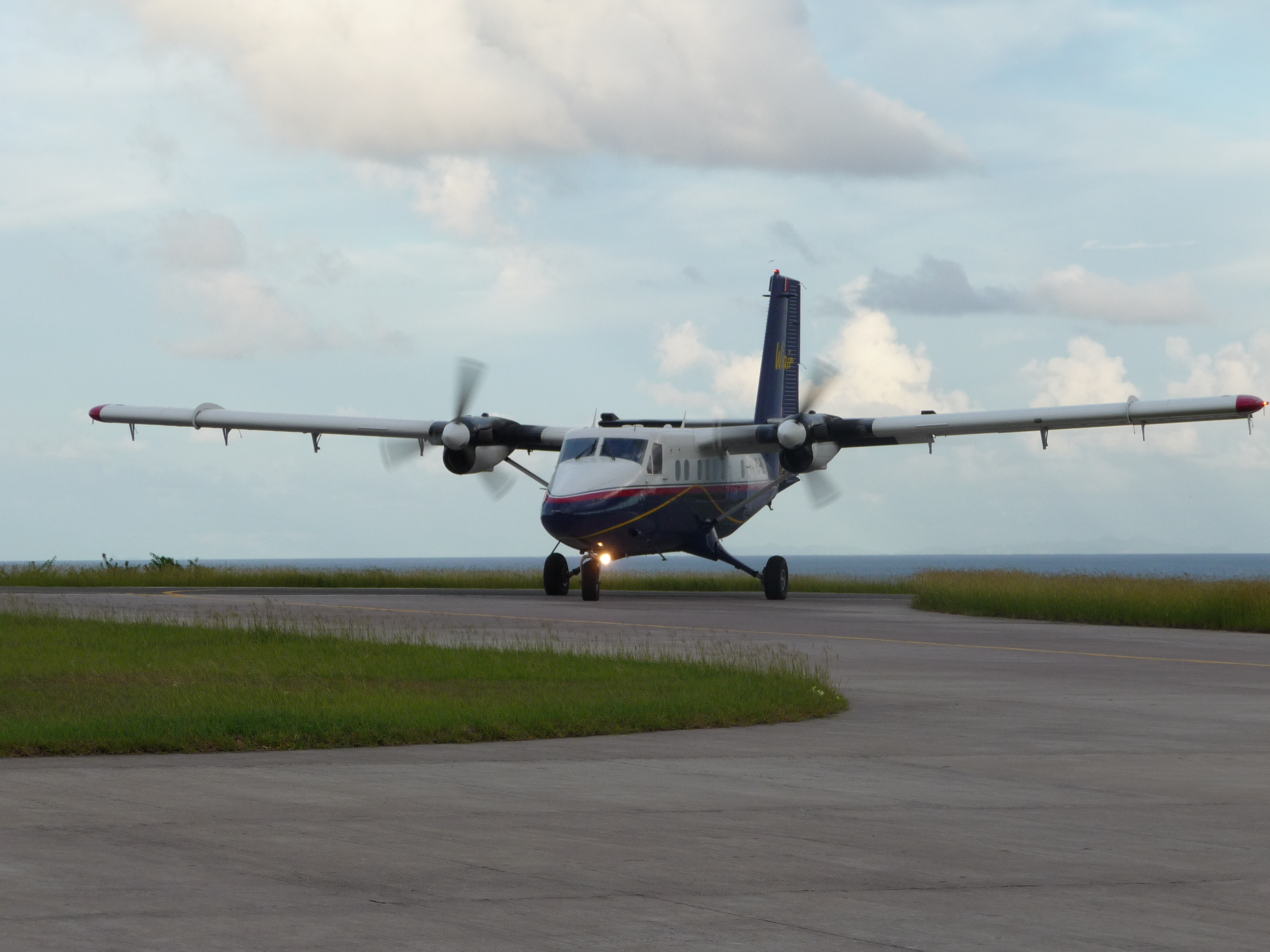
Avião a hélice se preparando para decolar de Flat Point
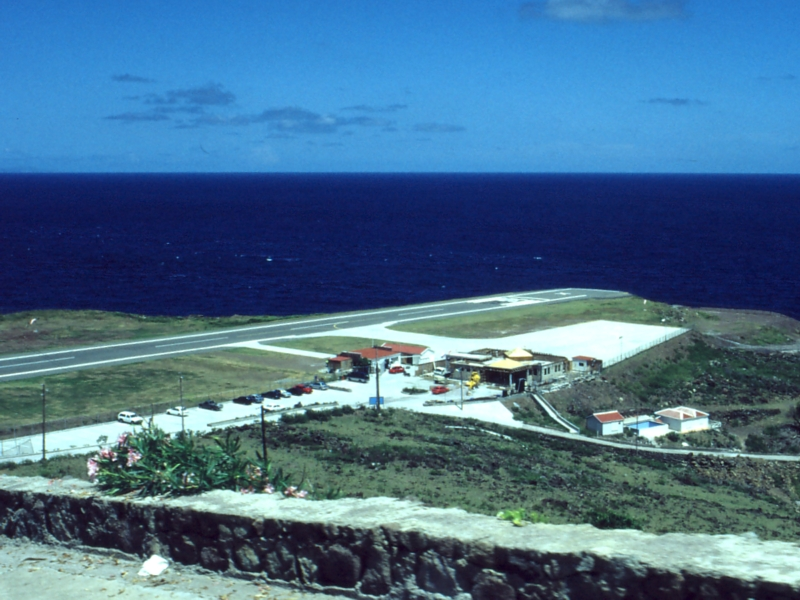
Pista de Saba em Flat Point